# جون كوبر (مدرب رياضي)
جون كوبر هو مدرب رياضي كندي، ولد في 23 أغسطس 1967 في برينس جورج في كندا.

## وصلات خارجية
- جون كوبر على موقع EliteProspects.com (الإنجليزية)
- جون كوبر على موقع HockeyDB.com (الإنجليزية)